# Psicodelia

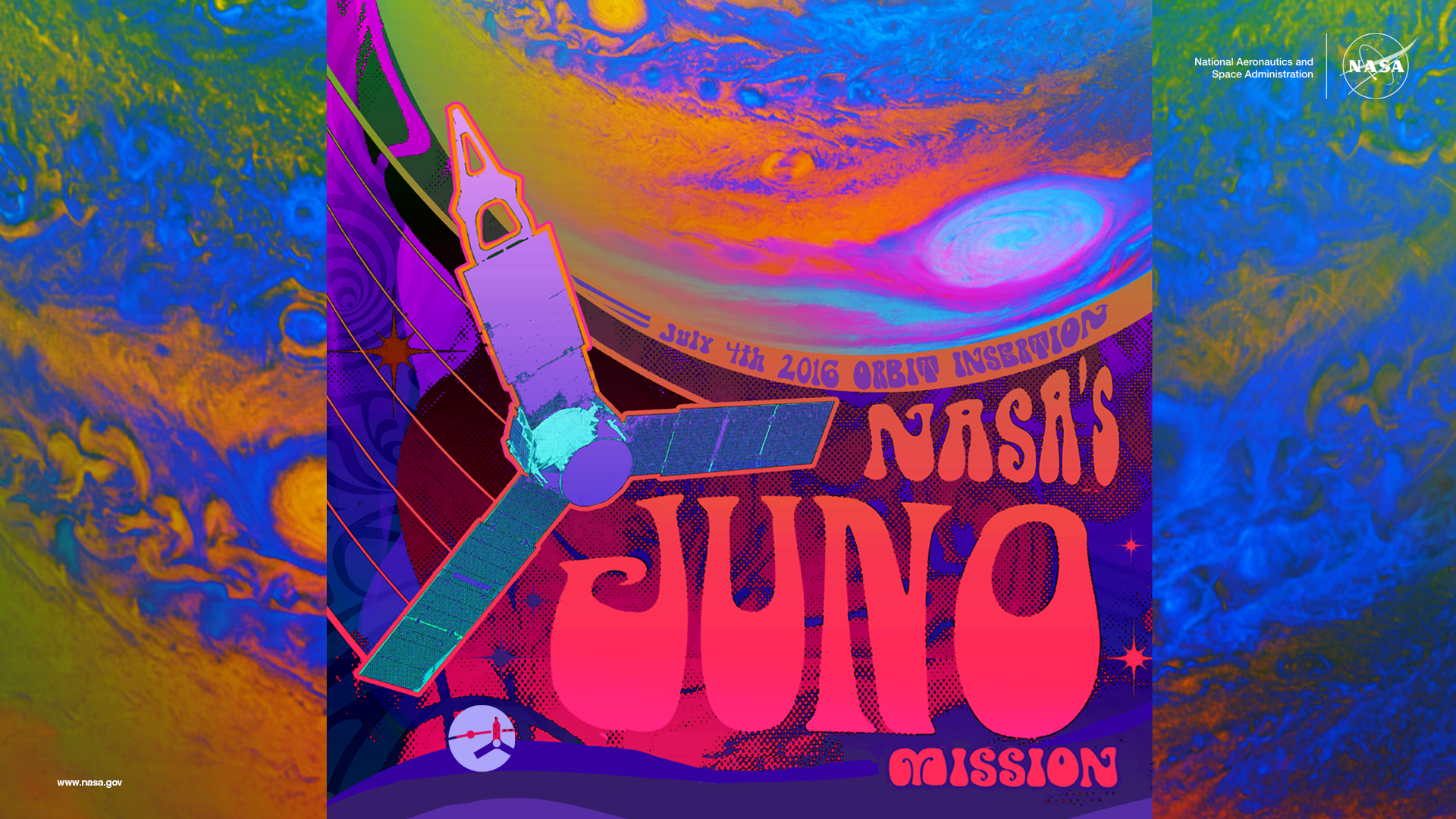
Exemplificação da arte psicodélica

A psicodelia (português brasileiro) ou psicadélica (português europeu) é uma manifestação da mente que produz efeitos profundos sobre a experiência consciente. O termo "psicodelia" / "psicadelia" origina-se da composição das palavras gregas  psique (ψυχή - alma) e delein (δηλειν - manifestação). A experiência psicodélica / psicadélica é caracterizada pela percepção de aspectos da mente anteriormente desconhecidos, inusitados ou pela exuberância criativa livre de obstáculos.  
Experiência psicodélica / psicadélica ou estado psicodélico / psicadélico é um conjunto de experiências estimuladas pela privação sensorial, bem como por efeito no sistema nervoso de substâncias psicodélicas / psicadélicas que, do ponto de vista jurídico, podem ser consideradas lícitas como muitos dos psicotrópicos ou ilícitas. Essas experiências incluem uma produção visionária semelhante a alucinações, mudanças de percepção, sinestesia, estados alterados de consciência semelhantes ao sonho, psicose e êxtase religioso.
Consta que o psiquiatra britânico Humphry Osmond (1917 - 2004) introduziu o termo psicodélico / psicadélico numa reunião da Academia de Ciências de Nova York em 1957, descrevendo o já referido significado da palavra psicodélico / psicadélico como "o que revela a mente" e o definiu como "claro, suave e não contaminado por outras associações". Huxley tinha enviado a Osmond um verso rimado que continha a sua própria sugestão terminológica ("To make this trivial world sublime, take half a gram panerothyme"), a que Osmond teria respondido: "Para sondar o inferno ou elevar-se angélico , tome uma pitada de psicodélico". ("To fathom Hell or soar angelic, just take a pinch of psychedelic.") 

## História
A partir da segunda metade da década de 1950, escritores da Geração Beat como William Burroughs, Jack Kerouac e Allen Ginsberg escreveram e usaram drogas, incluindo cannabis e benzedrina, conscientizando e ajudando a popularizar seu uso. No mesmo período, a dietilamida do ácido lisérgico, mais conhecido como LSD, ou "ácido" (na época uma droga legal), começou a ser usado nos EUA e no Reino Unido como tratamento experimental, inicialmente promovido como uma potencial cura para doença mental. No início da década de 1960 o uso de LSD e outros alucinógenos foi defendido pelos proponentes da nova "expansão da consciência", como Timothy Leary, Alan Watts, Aldous Huxley e Arthur Koestler, seus escritos influenciaram profundamente o pensamento de a nova geração de jovens.  Há muito havia uma cultura de uso de drogas entre músicos de jazz e blues, e o uso de drogas (incluindo cannabis, peiote, mescalina e LSD) começou a crescer entre músicos de folk e rock, que também começaram a incluir referências a drogas em suas músicas.
Em meados da década de 1960, o estilo de vida psicodélico já havia se desenvolvido na Califórnia, e toda uma subcultura se desenvolveu. Isso foi particularmente verdadeiro em São Francisco, em parte devido à primeira grande fábrica subterrânea de LSD, estabelecida lá por Owsley Stanley. Havia também uma cena musical emergente de clubes folclóricos, cafés e estações de rádio independentes atendendo a uma população de estudantes nas proximidades de Berkeley e a pensadores livres que gravitavam para a cidade. A partir de 1964, os Merry Pranksters , um grupo solto que se desenvolveu em torno do romancista Ken Kesey, patrocinou os Testes Ácidos, uma série de eventos baseados na tomada de LSD (fornecido por Stanley), acompanhados por shows de luzes, projeção de filmes e música discordante e improvisada conhecida como sinfonia psicodélica. Os Pranksters ajudaram a popularizar o uso de LSD através de suas viagens pela América em um ônibus escolar psicodélico decorado, que envolvia a distribuição da droga e o encontro com grandes figuras do movimento beat, e através de publicações sobre suas atividades, como Tom The Electric Kool-Aid Acid Test de Wolfe (1968).
Leary era um conhecido proponente do uso de psicodélicos, assim como Aldous Huxley. No entanto, ambos apresentaram opiniões muito diferentes sobre o amplo uso de psicodélicos pelo Estado e pela sociedade civil. Leary promulgou a ideia de tais substâncias como uma panacéia, enquanto Huxley sugeriu que apenas a elite cultural e intelectual deveria participar sistematicamente de enteógenos.
Na década de 1960, o uso de drogas psicodélicas tornou-se difundido na cultura ocidental moderna, particularmente nos Estados Unidos e na Grã- Bretanha. O movimento é creditado a Michael Hollingshead, que chegou à América vindo de Londres em 1965. Ele foi enviado para os EUA por outros membros do movimento psicodélico para expor suas ideias. O verão do amor de 1967 e a resultante popularização da cultura hippie para o mainstream popularizaram a psicodelia nas mentes da cultura popular, onde permaneceu dominante até a década de 1970. 

## A manifestação da psicodelia no Brasil
O movimento psicodélico no Brasil surgiu em paralelo com o movimento Tropicália, que em resumo, foi um movimento artístico e cultural Brasileiro que surgiu em meados dos anos de 1970, período em que a ditadura militar estava em vigor no País. O movimento surgiu com o exato intuito de expressar o repúdio à ditadura vigente na época. Assim como o movimento psicodélico Americano, a revolução da Tropicália não foi apenas musical, as mudanças aconteceram também nas artes gráficas e no design de objetos e roupas, se espalhando por todo o território nacional.
Ao mesmo tempo, diferentemente do movimento psicodélico internacional/Americano, a psicodelia Brasileira era expressada de forma majoritária pela música e em principal, pelo rock Nacional. O principal grupo de rock psicodélico Brasileiro da época com certeza eram Os Mutantes. Banda formada originalmente em 1966, logo após o golpe militar, o grupo musical procurava meios de driblar a censura imposta pelo governo militar, e enxergou na psicodelia a oportunidade perfeita para expressar suas ideias. Inicialmente com o intuito de ser uma banda de rock progressivo, após passando pela adoção do gênero psicodélico, Os Mutantes decidiram derivar o conceito das suas artes e formar o conhecido movimento Tropicália, que é exatamente a derivação da junção dos gêneros musicais psicodélico e rock progressivo.

Ilustração da banda de rock psicodélico brasileiro: Os Mutantes

Uma das músicas mais famosas e conhecidas do grupo certamente é Panis Et Circenses (pão e circo, do latim). O nome é proveniente do termo "Política do pão e circo", onde a aristocracia incentivava a plebe de certa forma ficar desinteressada em política e dar atenção somente para prazeres como a comida, através do pão, e o divertimento, retratado pelo circo. O nome fazia alusão ao governo vigente, que buscava alienar a população com relação a política nacional, com o objetivo de manter a centralização do poder e maximizar o seu controle e aplicação efetiva.Esta faixa é perfeita para exemplificar o conceito por trás da música psicodélica. A faixa se inicia com uma sinfonia de trombetas seguido do som de mini-pratos que simulavam o som de talheres caindo no chão ao longo de praticamente toda a faixa. Estes mini-pratos eram manuseados com as pontas dos dedos, onde juntamente ao microfone, Rita Lee era a responsável pelo seu manuseio e também pelo vocal da canção. Ao longo da faixa são produzidos inúmeros sons de diferentes fontes, todos ao fundo e alguns imperceptíveis, tais como o som do bico de uma chaleira fervente, sons de orgão, cantos sincronizados, flautas, distorção, música de gamofone, realejo, repetição psicótica de falas, aumento exponencial de ritmo, interrupção abrupta e por fim, ao final da faixa, é possível ouvir os sons de uma casa grande e antiga, onde na dispensa se encontram pessoas de alta classe que estariam desfrutando do "pão e do circo".
Panis Et Circensis critica a influência que o rádio e a televisão exerce sobre as pessoas (a música começa com a introdução do Repórter Esso, noticiário de rádio da época, que seguia o modelo americano). O cenário é montado com um ritmo que se assemelha à uma valsa e logo é preenchida pela voz de Ria Lee cantando seus sonhos, seus desejos e seus crimes enquanto as pessoas da sala de jantar vivem alheias a tudo que acontece ao seu redor. A música repete seu refrão e acelera até ser abruptamente interrompida por talheres caindo no chão e a conversa das pessoas que apreciam seu refinado jantar, cujo único desejo é “mais um pedaço de pão”. Ao fundo, ouve-se uma suave valsa embalando a refeição.

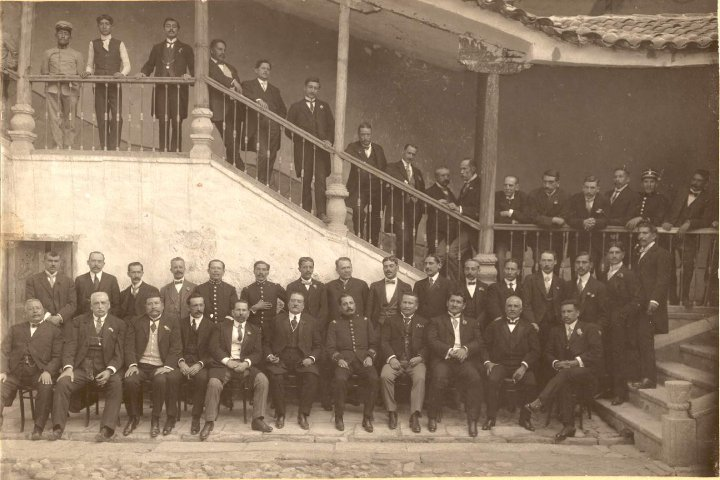
Representação meramente ilustrativa de uma política baseada em aristocracia

## Psicologia
Do ponto de vista da psicologia, a psicodelia representa um estado alterado de consciência, geralmente dado pela ingestão de uma composição química, podendo esta ser um fármaco, uma droga ilegal (LSD, cannabis, ópio, etc.) ou um conjunto de sensações e estímulos externos que resultam em uma alteração do sistema cognitivo.
Saindo do âmbito de psicodélicos químicos, e se aproximando mais da psicodelia em sua forma sensorial, esta pode ser melhor compreendida ao fazer-se uma relação entre as duas. De modo geral, os psicodélicos químicos são drogas físicas que podem ser ingeridas ou aplicadas. Os psicodélicos sensoriais são aqueles que através de um meio indireto (sensorial) tentam induzir o indivíduo a um efeito análogo ao de uma substância psicodélica. Na música, o efeito sensorial tenta ser obtido através de pequenos sons, escolhidos de forma absolutamente estratégicas e aplicados em frequências específicas. Estes sons ao serem misturados com a música, e entrarem em sincronia com o contexto, letra, harmonia entre as notas e acordes além de todo o contexto geral do álbum musical, geram um efeito de proximidade entre o ouvinte e a atmosfera na qual o artista quer inseri-lo. Este ganho de imersão sensorial e emotiva obtido através de frequências sonoras geralmente é o objetivo do artista ao adotar um gênero musical psicodélico, geralmente associado com o gênero progressivo e art rock.
Uma banda que faz este trabalho de forma impecável é com certeza a banda britânica de rock progressivo e psicodélico Pink Floyd. Os álbuns musicais do grupo se resumem a músicas que se estendem umas às outras quando tocadas em sequência no álbum, normalmente contando uma história separada por partes, sendo estas partes, cada uma das músicas do álbum. Como ja dito, esta forma de aplicação da psicodelia gera um efeito rigorosamente escolhido pelo artista que o adota, pois sabe que além do efeito emocional gerado por uma música, ele agora obterá um efeito que alcança o nível cognitivo associado de forma mais concreta ao emocional de cada um de seus ouvintes.

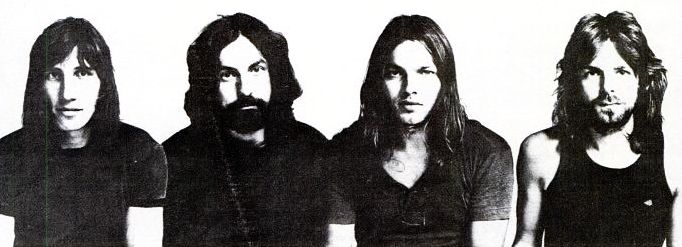
Banda britânica de rock psicodélico: Pink Floyd

Batidas binaurais

Outra aplicação do efeito sensorial da psicodelia foi feita em um pacote de software chamado I-doser. De maneira geral, um i-doser é um conjunto de ondas sonoras binaurais que prometem simular o efeito de drogas reais, literalmente agindo como uma "droga virtual". Esta aplicação ainda possuí controvérsias até os dias atuais, visto que ainda não possuem pesquisas ou estudos efetivos orientados ao melhor compreendimento sobre como, e se, o i-doser de fato apresenta um efeito válido.

## Atualmente
Em termos de atualidade, pode-se concluir que a cultura da psicodelia ficou fragilizada, não somente devido aos fatores políticos e sociais que dizem respeito à regulamentação do uso de drogas, mas por fatores diversos como, por exemplo, a decadência do rock. Por outro lado, uma subcategoria, não tendo relação direta com a psicodelia, chamada de liminaridade, também conhecida na internet atual como "espaços liminares" veio ganhando força nos últimos tempos. 
O conceito de liminaridade pode ser resumidamente definido como o ato de transição de um estado para o próximo, ou, o espaço de transição de um plano para o próximo, como por exemplo, um corredor. Este conceito foi utilizado, possivelmente, pela primeira vez em meados de 2019 em uma creepypasta da internet chamada backrooms.Após esta primeira aparição, o conceito de espaços liminares se expandiu pela internet de forma exponencial, e uma subcultura da psicodelia foi criada a partir de então, levando o nome, já citado, de liminal spaces.

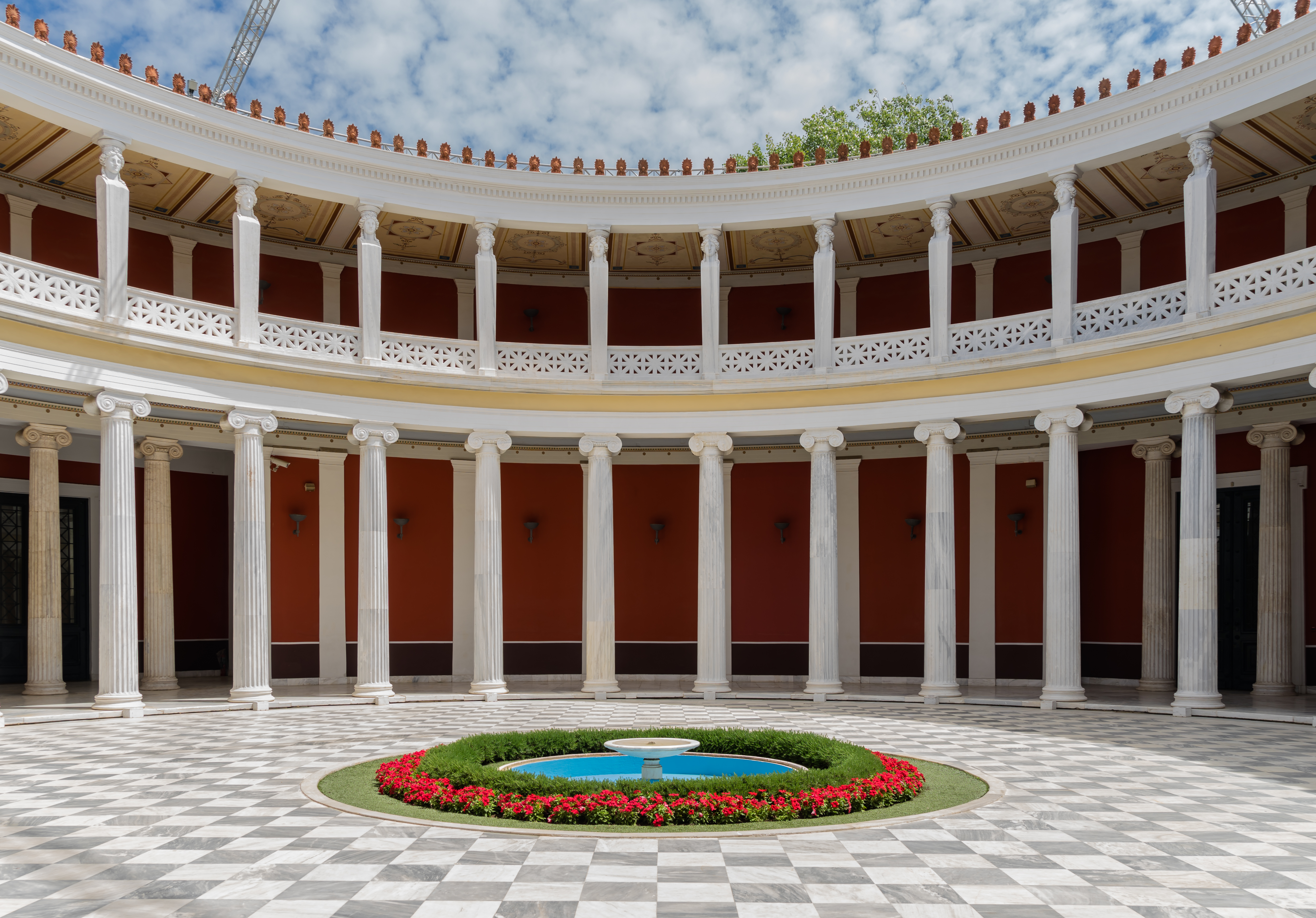
Imagem representativa de um "Espaço Liminar"

Representação de um "Espaço Liminar"

A ideia por trás dos espaços liminares se baseia em fotos, geralmente de baixa qualidade, que buscam acessar no cognitivo interpessoal justamente os "espaços liminares". Estes espaços, de fato, podem ser definidos como memórias de transição, tais como lembranças da infância que são resgatadas através de de imagens que causam estranheza, familiaridade, nostalgia e, até mesmo, certa perturbação.

## A arte surrealista
Mais uma das diversas aparições da cultura psicodélica está contida na arte surrealista. Surgida por volta do ano de 1930, a arte surrealista apareceu como uma forma de revolução cultural, pois, segundo os surrealistas da época "a arte deve libertar-se das exigências da lógica e da razão e ir além da consciência cotidiana, procurando expressar o mundo do inconsciente e dos sonhos".
O surrealismo poderia ser definido como a psicodelia em sua forma visual, visto que, a seleção da paleta de cores, os traços e sentimentos expressados pelas obras surrealistas e seus próprios conceitos tangenciam aquilo que mais à frente na história viria a ser conhecido como psicodelia. A grosso modo, é razoável presumir que o surrealismo poderia ter sido um precursor da cultura psicodélica. A identidade visual da estética psicodélica e das obras surrealistas apresentam uma semelhança considerável, e esta análise pode ser usada para reforçar essa associação.

Arte surrealista

No Brasil, é possível citar os seguintes artistas pioneiros da estética surrealista:
- o pintor e escritor Ismael Nery;
- a escultora Maria Martins;
- o pintor pernambucano Cícero Dias;
- o poeta Murilo Mendes;
- A pintora Tarsila do Amaral;

## Psicodelia e budismo

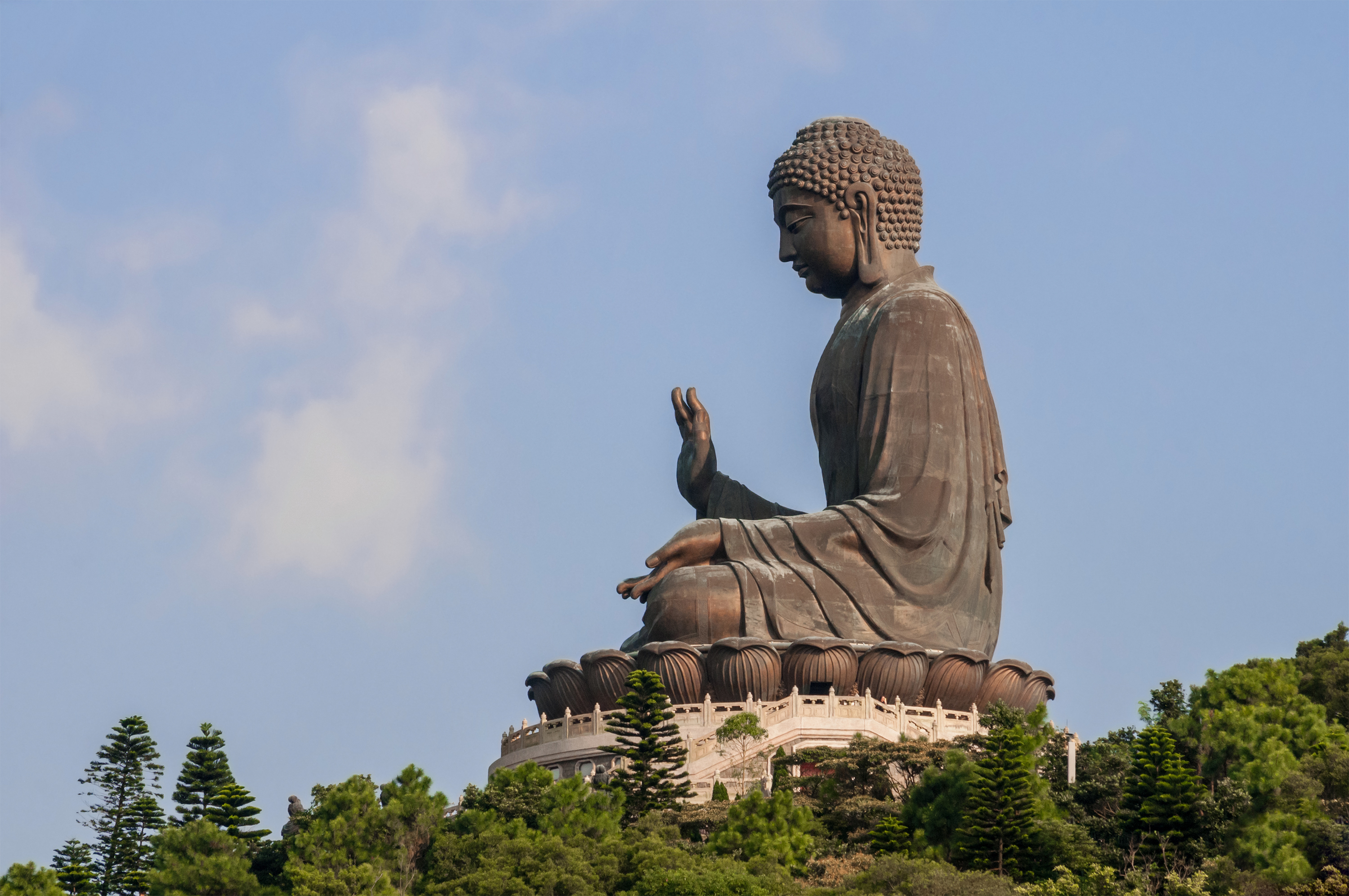
Budismo, estátua de Buda, localizado na Ilha de Lantau, em Hong Kong

O budismo é uma religião de origem indiana baseada em uma doutrina de bases filosoficas e, principalmente, éticas, de caráter não teísta. O Budismo tem por si só um objetivo que se volta e se expressa de forma mais robusta ao autoaprendizado, à busca pelo "eu e pela paz interior", o desenvolvimento social e pessoal, a busca pelos melhores meios de se viver em harmonia, entre outros. Tudo isso está ligado a uma única meta que é o alcance do Nirvana, citado pelos budistas como o estado de paz supremo e absoluto, do corpo e da alma, sendo este o mais alto nível de paz e harmonia que um ser vivo poderia alcançar. Fato é que todo o caráter que provém do "misticismo", mesmo que indiretamente, pode ser facilmente assimilado a cultura psicodélica. Esta associação não é somente uma coincidência, relatos de historiadores que compõe algumas pesquisas dizem que a arte da psicodelia estaria atrelada ao budismo tibetano, que de certa forma influenciou para que a cultura psicodélica que se iniciava por volta dos anos 60, viesse a emergir. 

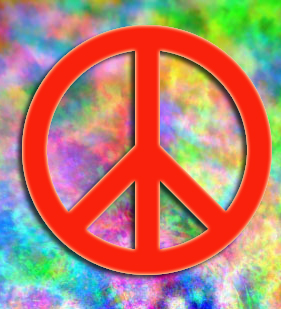
Simbologia da cultura Hippie

Com a eclosão, tanto do movimento psicodélico, quanto do desenvolvimento de fármacos psicoativos, algumas escolas budistas do século XX começaram a introduzir em suas doutrinas a arte de usar estes agentes psicoativos para promover, justamente, a busca pela qual todo budista têm anseio. Justamente com o argumento de que estas drogas eram capazes de proporcionar uma expansão da mente de forma bem mais "concreta" e efetiva, muitas das escolas aderiram a essa tendência, enquanto outras a recusavam, e até, repudiavam o seu uso. Justamente um dos dogmas budistas, o movimento que se iniciou nos Estados Unidos durante o "Verão do Amor", trazia consigo um mesmo tema, que ficou mundialmente conhecido como o famoso "Paz e Amor". A ligação entre Budismo e o movimento psicodélico não é uma associação direta, mas sim, uma hipótese a ser considerada. Concreta ou não, é seguro dizer que as duas possuem semelhanças árduas, tanto em temática, quando na própria estética.